# Laimer Platz (metropolitana di Monaco di Baviera)
Laimer Platz è una stazione della Metropolitana di Monaco di Baviera, situata sulla linea U5, di cui è capolinea.
È stata inaugurata il 24 marzo 1988.